# Leeann Tweeden
Leeann Velez Tweeden (ur. 13 czerwca 1973 w Manassas, w stanie Wirginia, w USA) – amerykańska modelka i celebrytka pochodzenia hiszpańskiego, filipińskiego i norweskiego.
Urodzona i wychowana w Wirginii, Leeann Tweeden ukończyła czteroletnie liceum (ang. high school) zaledwie w 3 lata, i była przy tym na tyle dobrą uczennicą, że spodziewała się rozpoczęcia studiów wyższych na słynnym Uniwersytecie Harvarda. Jednak, zamiast podjęcia jakichkolwiek studiów wybrała karierę modelki.
Została "odkryta" pracując jako kelnerka w restauracji sieci Hooters w Colorado Springs, wygrywając pierwsze miejsce w konkursie dla modelek przeprowadzonym przez producenta kobiecych strojów kąpielowych Venus Swimwear w 1992. Ten sukces doprowadził ją do narodowej renomy i szerszego uznania w USA.
Tweeden potem modelowała promocyjnie dla Hooters i Venus International, jak i Frederick's of Hollywood i amerykańskich wydań Playboya.
W 1995 Tweeden wystąpiła w telewizyjnym serialu EdenQuest, a w 1996 stała się regularną uczestniczką serialu Fitness Beach kanału ESPN2. Również wystąpiła w paru innych serialach, m.in. Blue Torch, High Octane, Star Search, Toughman i Wild On. Od 2001, Tweeden jest korespondentką i prezenterką serialu sportowo-informacyjnego The Best Damn Sports Show Period. Tweeden często uczestniczy w tzw. USO tours, specjalnych wizytach przez gwiazdy estrady i sportu u żołnierzy stacjonujących na froncie lub z dala od kraju, m.in. w grudniu 2004 w obozie Camp Liberty w Iraku, jak i latem 2006 w Kuwejcie, po raz ósmy z rzędu.